# Heurystyka (logika)
Heurystyka (gr. εὑρίσκω heuriskō „znajduję”) – umiejętność wykrywania nowych faktów oraz znajdowania związków między faktami, zwłaszcza z wykorzystaniem hipotez. Na podstawie istniejącej wiedzy stawia się hipotezy, których nie trzeba udowadniać.

## Geneza, znaczenie oraz zastosowanie pojęcia heurystyka
Wyraz wywodzi się z języka greckiego, kojarzy się ze słynnym okrzykiem Archimedesa. Pojęcie heurystyki  (gr. εὕρηκα heurēka „znalazłem”) jest związane z filozofią, logiką, pedagogiką, psychologią, sztuczną inteligencją, teorią informacji oraz metodami przeszukiwania i oceny jakości interfejsów zasobów informacyjnych w Internecie.
W szerokim ujęciu heurystyka jest nazwą dziedziny wiedzy, której cel stanowi poszukiwanie i badanie optymalnych metod oraz reguł odnajdywania odpowiedzi na stawiane zapytania lub problemy.
Wielka encyklopedia PWN heurystykę definiuje jako umiejętność wykrywania nowych faktów i związków między faktami, zwłaszcza czynność formułowania hipotez. Zgodnie z Wielką Encyklopedią Multimedialną heurystyka to sztuka wykrywania nowych faktów oraz związków występujących pomiędzy nimi, prowadząca do odkrywania nowych prawd i stawiania hipotez.

## Podstawowe własności heurystyki
- odkrywanie i tworzenie nowych rzeczy i zjawisk,
- rozwiązywanie problemów w sposób twórczy,
- wspieranie procesu tworzenia oraz rozwój cech z tym związanych,
- wykrywanie powiązań między faktami,
- samodzielne dochodzenie do prawdy, tworzenie hipotez,
- brak gwarancji uzyskania najlepszego rozwiązania.

Oprócz rzeczownika „heurystyka” funkcjonuje przymiotnik „heurystyczny”, który charakteryzuje proces jako postępowanie badawcze, odkrywcze, wspomagające, uzupełniające, doskonalące czy rozwijające wiedzę zdobytą w określonym zakresie.